# アポロンとマルシュアス (リベーラ、ブリュッセル)
『アポロンとマルシュアス』（英: Apollo and Marsyas）、または『マルシュアスの皮を剥ぐアポロン』（マルシュアスのかわをはぐアポロン、仏: Apollon écorchant Marsyas、英: Apollo Flaying Marsyas）は、17世紀スペイン・バロック期の巨匠ホセ・デ・リベーラが1637年にキャンバス上に油彩で描いた絵画である。画面下部右側に「Jusepe de Ribera español, F, 1637 (スペイン人フセぺ・デ・リベーラ、1637年制作)」という画家の署名と制作年が記されている。作品は1899年以来、ブリュッセルのベルギー王立美術館に所蔵されている。なお、リベーラは、同年の1637年に別の『アポロンとマルシュアス』 (カポディモンテ美術館、ナポリ) も制作した。

## 作品
本作はオウィディウスの『変身物語』 (第6巻、386-390行) にある逸話を表している。散歩中にサテュロスの1人であるマルシュアスは、女神アテナが捨てた笛を拾った。持ち前の器用さから、マルシュアスは笛の吹き方を会得し、いつしか自分こそが世界一の音楽家であり、アポロンの竪琴より素晴らしいと吹聴するまでになった。それを聞いたアポロンは怒り、オリュンポスの神々の立ち合いのもと音楽比べを行う。アポロンは難なくマルシュアスを打ち負かし、罰としてマルシュアスを松の木にぶらさげると、生きたまま彼の全身の皮を剥いだ。
本作は、リベーラの様式が円熟していた時期の1637年に描かれた。画業の初期からカラヴァッジョの影響を受けたリベーラは、現実の中に芸術の源泉を見出し、利用した。この絵画に登場するマルシュアスのような人物も、ナポリの街角にいた人物をモデルにしているのかもしれない。また、
リベーラは当初から自身の表現主義的特質に加え、キアロスクーロ (光と影の対比) による造形を用いていた。しかし、本作において、コントラストはもはや光と影に限定されてはいない。
アポロンの人物像は当時のナポリで流行していた古典主義に特徴づけらており、その身体は解剖学的に正確である。アポロンの若さと美しさは、対角線構図を強調する、たなびく軽い布地に取り囲まれている。一方で、バロックの精神に則り、マルシュアスの荒々しい身体は、古典主義的なアポロンと対比されている。リベーラはマルシュアスを前面短縮法により前景に配置しているが、この情景を見つめる森の住人サテュロスたちの集団を描き入れることで構成のバランスを取っている。

## 関連作品
本作は、リベーラの何点かの『アポロンとマルシュアス』のうちの1点である。ジューリオ・チェーザレ・カパッチョは、1630年ないし1634年の自身の著作『Il Forastiero』において、ナポリの城門近くにあったガスパール・ローメルの私邸ヴィッラ・ビジニャーノ ( Villa Bisignano) でリベーラの『アポロンとマルシュアス』を見たと記しているが、その作品はリベーラの同主題作中、おそらく最初に制作されたものであった。
1637年の別のリベーラの作品『ヴィーナスとアドニス』 (コルシーニ絵画館、ローマ) も『変身物語』を主題としているが、カポディモンテ美術館とベルギー王立美術館の『アポロンとマルシュアス』と密接に関連しており、3作品が同じ委嘱によるものであったことを示唆する。ローメルの私邸にあった1630年ごろのリベーラの作品はおそらくカポディモンテ美術館とベルギー王立美術館の作品の原型となったものである。リベーラの弟子アントニオ・デ・ベリスによる同主題作が米国フロリダ州のサラソータ美術館に所蔵されている。カポディモンテ美術館のヴァージョンはベルギー王立美術館の本作より少し小さく、アポロンは正面向きで紫色の衣服を纏っている (本作のアポロンは横顔で、ピンク色の衣服を纏っている) が、そのほかの点では非常に類似している。 

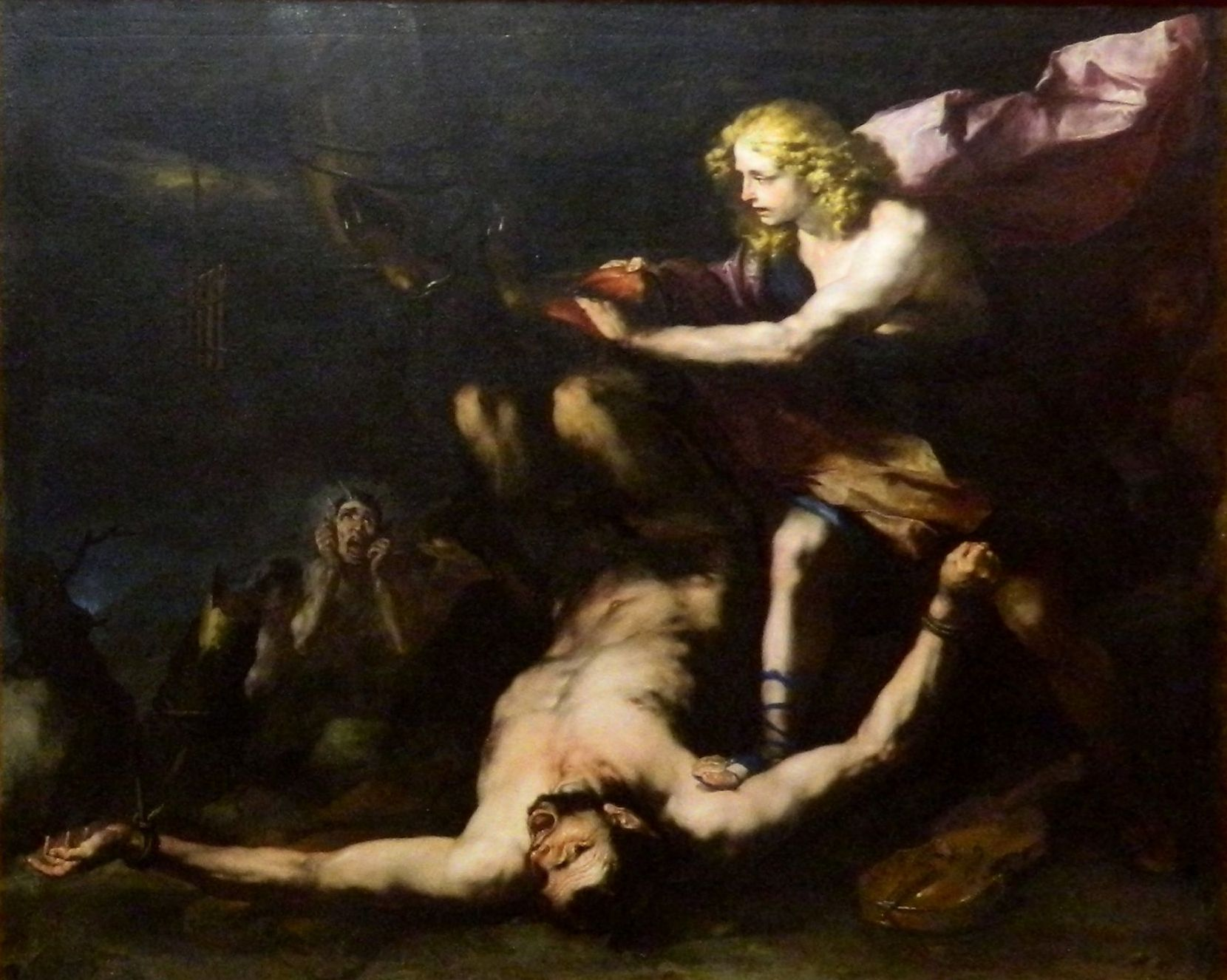
ルカ・ジョルダーノ『アポロンとマルシュアス』 (1659–1660年)、 カポディモンテ美術館、ナポリ

リベーラが同主題の作品を同時に数点制作したかのどうか、そのうちの何点か、またはすべてが同じ依頼者、あるいは関連する依頼者のために制作されたのかどうかはわからない。しかし、ローメルのコレクション中に言及された、おそらく現存しない作品が非常な成功を収めたため、ほかの芸術愛好家が同主題の作品を欲したと仮定することは可能である。また、彼らがナポリに居住していた (おそらくカポディモンテ美術館の作品の所有者) か、外国に住んでいた (おそらくベルギー王立美術館の本作の所有者) にしても、 ローメルのコレクションを見ることができたと仮定することも可能である。外国人の依頼者として可能性があるのは、ローメルの友人で、彼のようにナポリで活動していた画商兼コレクターであったフェルディナント・ファン・デン・エインデである。彼は、リベーラに影響を受けたルカ・ジョルダーノの手になる『アポロンとマルシュアス』の複製を依頼したことが知られており、その作品は1688年のファン・デン・エインデの死に際し、彼のコレクションにあった。

## ギャラリー

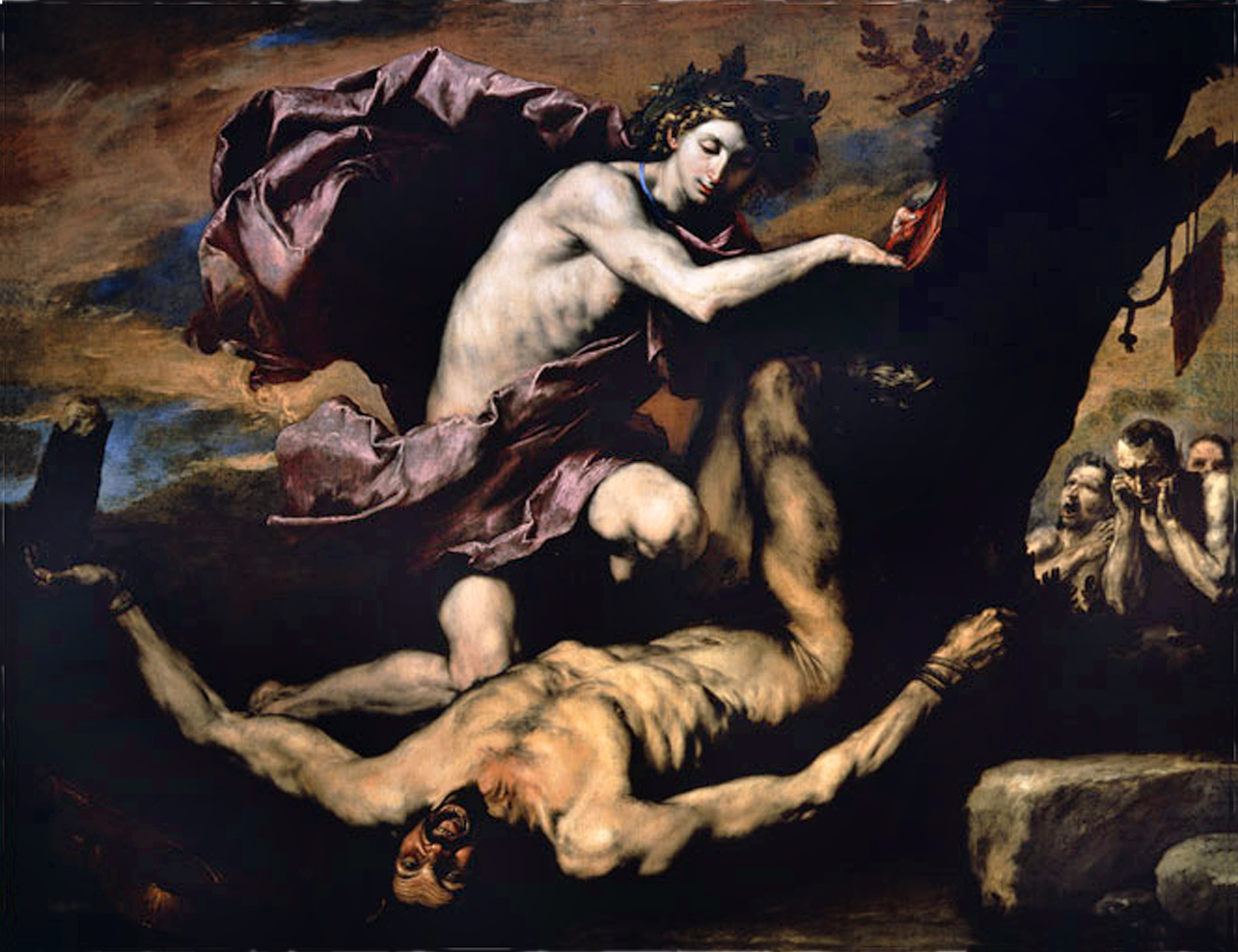
『アポロンとマルシュアス』 (1637年)、カポディモンテ美術館、ナポリ
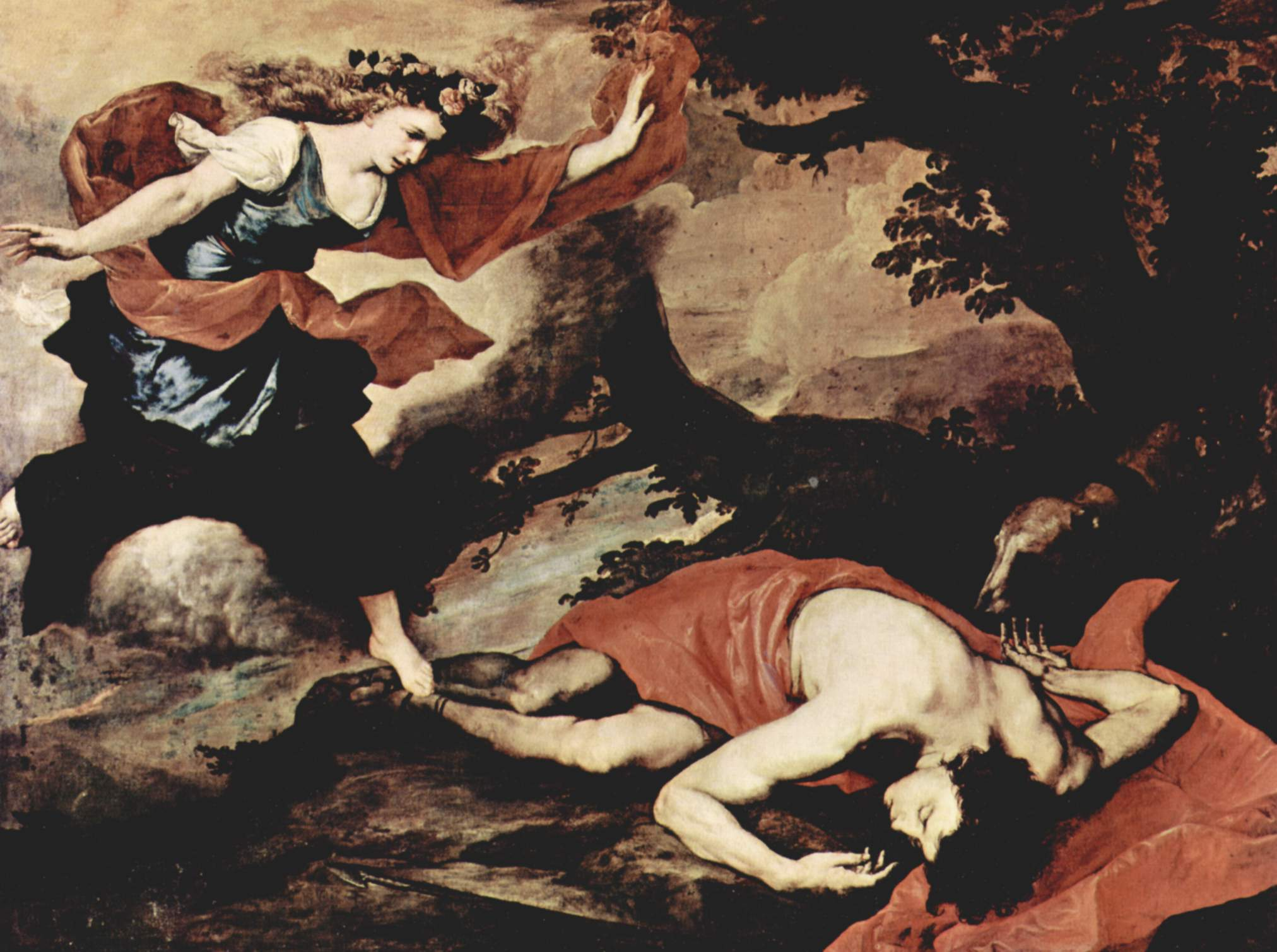
『ヴィーナスとアドニス』 (1637年)、コルシーニ絵画館（英語版）、ローマ
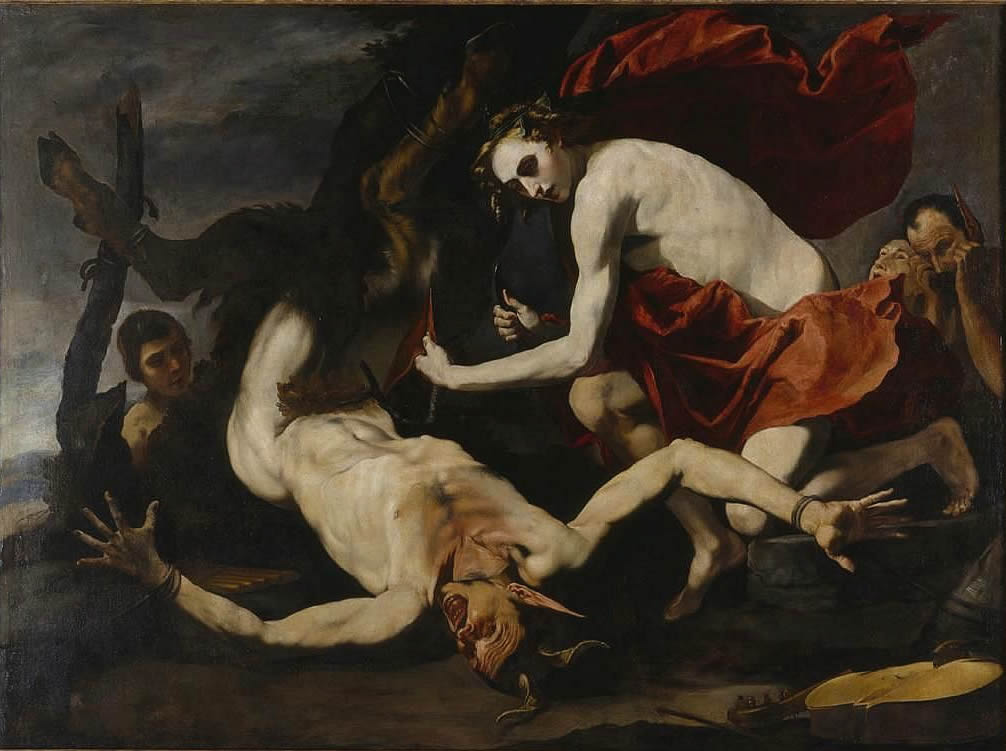
アントニオ・デ・ベリス（英語版）に帰属『アポロンとマルシュアス』、サラソタ美術館